# Richard Lester
Pour les articles homonymes, voir Lester.
Richard Lester, né le 19 janvier 1932 à Philadelphie, est un cinéaste américain, surtout actif dans le cinéma britannique et célèbre pour son style comique et kitsch.
Il est surtout connu pour avoir réalisé les films Quatre Garçons dans le vent (1964) et Help! (1965) avec les Beatles, ainsi que les films de super-héros Superman 2 (1980) et Superman 3 (1983). Ses autres films notables en tant que réalisateur comprennent The Running Jumping and Standing Still Film (1959), Le Knack... et comment l'avoir (1965), Le Forum en folie (1966), Petulia (1968), Les Trois Mousquetaires (1973) et ses deux suites, ainsi que La Rose et la Flèche (1976), et Les Joyeux Débuts de Butch Cassidy et le Kid (1979). Il est associé honoraire de la London Film School.
Selon le British Film Institute, « si un seul réalisateur peut résumer l'image populaire de la Grande-Bretagne des Swinging Sixties, c'est probablement Richard Lester. Avec son utilisation de procédés cinématographiques flamboyants et son goût pour l'humour loufoque, il a su capter la vitalité, et parfois la trivialité, de la période, plus vivement que tout autre réalisateur ».

## Biographie
Enfant surdoué, il entre à l'Université de Pennsylvanie à l'âge de 15 ans, en sort diplômé en psychologie clinique, commence à travailler pour la télévision en 1950 et n'a pas encore 20 ans lorsqu'il est promu réalisateur. Dans les années 1950 il se fixe à Londres, s'y spécialise dans les séries TV humoristiques, notamment avec Peter Sellers.
C'est au cours des années 1960 que Lester connaît la période la plus fertile de sa carrière. Il accède brusquement à la gloire en étant associé à celle des Beatles qui le choisissent en 1964 pour réaliser Quatre garçons dans le vent puis Au secours !, des films qui ont une durable influence en inaugurant l'esthétique du vidéoclip musical. De plus, Lester remporte la Palme d'or au Festival de Cannes 1965 avec Le Knack... et comment l'avoir, une œuvre anti-conformiste et loufoque qui est aussi un grand succès commercial.
Toujours en Angleterre, et toujours dans une veine humoristique, Lester réalise Le Forum en folie, une comédie bouffonne se déroulant à l'époque de la Rome antique et dans laquelle Buster Keaton apparaît brièvement. Puis, il dirige John Lennon en 1967 dans Comment j'ai gagné la guerre, une satire anti-belliciste à l'humour féroce. Lester est alors une des figures les plus en vue du « Swinging London ».
En 1968, Lester revient dans son pays d’origine et change de registre en tournant Petulia, un drame sentimental au style résolument moderne pour l'époque. Julie Christie y tient le rôle titre et donne la réplique à George C. Scott. Petulia est présenté en compétition au festival de Cannes, mais celui-ci est interrompu par les événements de mai 1968. De retour en Angleterre, Lester renoue avec son approche iconoclaste en dirigeant L'ultime garçonnière, une satire des institutions anglaises se déroulant dans un Londres dévasté par une attaque atomique.
En 1973, il met en scène Les Trois Mousquetaires et sa suite On l'appelait Milady. En 1976, il réalise une suite de Robin des Bois, La Rose et la Flèche, mettant en vedette Sean Connery et marquant le retour d'Audrey Hepburn après huit ans d'absence. Sean Connery est aussi la vedette de Cuba, un drame historique tourné en Espagne mais se déroulant durant la révolution cubaine de 1959. À sa sortie, le film connaît peu de succès.
En 1980, Lester est choisi pour terminer le tournage de Superman 2 en remplacement de Richard Donner. Il renouvelle cette expérience trois ans plus tard avec Superman 3. Suit, en 1984, Cash-Cash, une comédie policière mettant en vedette Michael O'Keefe et Beverly d'Angelo et dans laquelle apparaît aussi un Jim Carrey alors débutant. Malgré de bonnes critiques, Cash-Cash connait un succès limité.
Enfin, en 1989, il réalise Le Retour des Mousquetaires qui conclut sa saga cinématographique. Durant le tournage, l'acteur Roy Kinnear décède des suites d'une chute de cheval. Très affecté par cette disparition, Lester décide de prendre sa retraite anticipée.

## Filmographie partielle

### Comme réalisateur
- 1959 : The Running Jumping & Standing Still Film (court métrage, crédité en tant que Dick Lester)
- 1962 : It's Trad, Dad!
- 1963 : La Souris sur la Lune (The Mouse on the Moon)
- 1964 : Quatre garçons dans le vent (A Hard Day's Night)
- 1965 : Le Knack... et comment l'avoir (The Knack... and How to Get It)
- 1965 : Au secours ! (Help!)
- 1966 : Le Forum en folie (A Funny Thing Happened on the Way to the Forum)
- 1967 : Comment j'ai gagné la guerre (How I Won the War)
- 1968 : Petulia
- 1969 : L'ultime garçonnière (The Bed Sitting Room)
- 1973 : Les Trois Mousquetaires (The Three Musketeers)
- 1974 : Terreur sur le Britannic (Juggernaut)
- 1974 : On l'appelait Milady (The Four Musketeers)
- 1975 : Le Froussard héroïque (Royal Flash)
- 1976 : The Ritz
- 1976 : La Rose et la Flèche (Robin and Marian)
- 1979 : Cuba
- 1979 : Les Joyeux Débuts de Butch Cassidy et le Kid (Butch and Sundance: the Early Days)
- 1980 : Superman 2 (Superman II)
- 1983 : Superman 3 (Superman III)
- 1984 : Cash-Cash (Finders Keepers)
- 1989 : Le Retour des Mousquetaires (The Return of the Musketeers)
- 1989 : Paul McCartney (court métrage)
- 1991 : Get Back (en)

### Comme acteur
- 1959 : The Running Jumping & Standing Still Film (court métrage) : Peintre - Non crédité
- 1964 : Quatre garçons dans le vent : Homme au fond de la scène - Non crédité
- 1965 : Le Knack... et comment l'avoir : Homme chauve passant dans la rue sur un lit - Non crédité
- 1975 : La route, réalisé par Jean-François Bizot
- 1995 : The Beatles Anthology - Film vidéo : lui-même - Non crédité

### Comme producteur
- 1978 : Superman (Superman - The Movie) - Non crédité

## Récompenses et distinctions

### Festival de Cannes
- 1965 : grand prix pour Le Knack... et comment l'avoir